# Skryje, Havlíčkův Brod
Skryje là một làng thuộc huyện Havlíčkův Brod, vùng Vysočina, Cộng hòa Séc.